# Koninklijke Muziekmaatschappij Sint-Cecilia Koolskamp

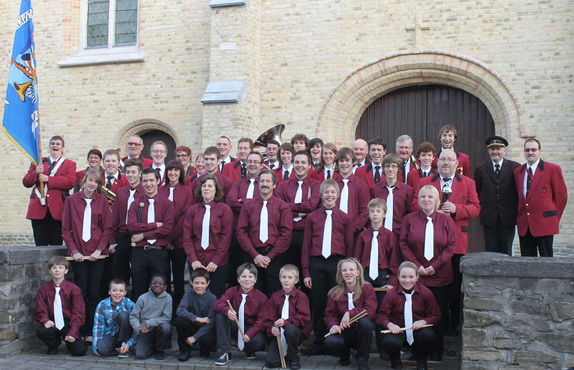
Harmonie St. Cecilia Koolskamp

De Koninklijke Muziekmaatschappij Sint-Cecilia Koolskamp is een Belgisch harmonie-orkest uit Koolskamp, een deelgemeente van Ardooie. Hierin spelen houtblazers, koperblazers en slagwerkers, sinds 2018 onder leiding van dirigent Nathan Feys.
De harmonie omvat ook een drumband, sinds 2016 onder leiding van Matthias Grymonpon.
Jaarlijks zijn er concerten met nieuwe concertstukken. Tussendoor worden ook heel wat evenementen muzikaal ingelijst door de harmonie.
De harmonie bestaat anno 2019 uit een 65-tal  amateurmuzikanten.

## Geschiedenis
Op 3 maart 1946 kwamen enkele amateurmuzikanten uit Koolskamp tot een overeenkomst om een muziekmaatschappij op te richten. 
Door het gebrek aan dergelijke vereniging in eigen dorp, moest steeds beroep worden gedaan op een vereniging van naburige gemeenten en dorpen. Alle leden werden onmiddellijk bestuursleden omdat hun inbreng gelijk was. De wekelijkse repetities gebeurden in het "Handelshuis", dat nog steeds gevestigd is aan de hoofdingang van de Sint-Martinuskerk in Koolskamp. Tijdens de ommegang van juni 1946 kwam de vereniging voor de eerste keer naar buiten, toen met 16 muzikanten.
Nadien is de bestuurskring wat kleiner geworden, maar de drang om te groeien en nieuwe muzikanten aan te trekken bleef groeien. De repetities gingen door in een klein lokaal van de oude gemeenteschool in de Lichterveldsestraat 26 in Koolskamp. Later verhuisde de muziekmaatschappij naar een groter lokaal dat tot dan als bibliotheek had gefungeerd. Wegens het fuseren van de bibliotheken uit Ardooie en Koolskamp kon daar intrek worden genomen. Tot op heden vinden daar nog steeds de wekelijkse repetities plaats.
In 1996 verkreeg de harmonie officieel de titel van Koninklijke muziekmaatschappij toegekend bij het 50-jarig jubileum. 
Heden ten dage mag de vereniging rekenen op een ledenbestand van ongeveer 70 leden, uit de wijde omgeving.
In 2011 viert de vereniging zijn 65-jarige bestaan. Dit gebeurt onder andere met een jubileumconcert en een taptoe, of drumevent, genaamd Drums@Koolskamp. Een evenement dat herhaald werd in 2013.
Momenteel richt de vereniging zich vooral naar de jongeren. De lokale gemeenschap is een zeer kleine vijver waaruit gevist kan worden, door het wegvallen van de lokale muziekschool en opleidingen. Maar door de jonge uitstraling en het enthousiasme slaagt de vereniging er in om toch uit te breiden, en zo heel wat muzikanten aan te trekken die ergens anders niet volledig tot ontplooiing kunnen komen.
In 2012 besliste de harmonie om terug een opleiding "muziekinitiatie" aan te bieden aan lokale jongeren. Een beslissing die de toekomstvisie van het jonge bestuur volledig in kaart brengt.
Op 29 december 2011 mocht de vereniging de prestigieuze cultuurtrofee van Ardooie-Koolskamp in ontvangst nemen. De cultuurtrofee wordt jaarlijks uitgereikt aan een verdienstelijk persoon, of verdienstelijke vereniging die in het afgelopen jaar zich op cultureel vlak liet opmerken.
op 18 mei 2012 viel de Drumband van de harmonie in de prijzen. Ze werden als winnaars bekroond van de AJA (Ardooie Jeugd Award) voor muzikaal talent uit Ardooie-Koolskamp.
De Koninklijke Muziekmaatschappij is onderverdeeld in 3 afdelingen. Een deel Harmonie, een deel Drumband, en sedert begin 2013 een deel Senioren-muziek. Zij noemen zichzelf "De Krakers". Een gezelschap die menig festiviteiten opluistert. Van senioren-namiddagen, tot senioren-karnavals. enz.... De Senioren-band heeft na het uitdunnen van het aantal spelende muzikanten, wegens hogere leeftijd enoverlijden, beslist om de werking stop te zetten begin 2019. 
Vanaf begin 2014 kreeg deze harmonie een uitbreiding onder de vorm van een jeugdharmonie en -drumband.
Deze gaan onder de naam "KODHA" hun weg. Wat staat voor Koolskampse drumband en jeugdharmonie.
In september 2015 krijgt de drumband een eigen naam aangemeten. "PTK" (Percussion Team Koolskamp) zal voortaan hun roepnaam zijn.
Vanaf het nieuwe schooljaar 2021 neemt de vereniging de draad weer op door in samenwerking met de muziekacademie "ARTIZ" uit Izegem, opnieuw muziekinitiatie en instrumentleer aan te bieden. Dit resulteert in een nieuwe instroom van jonge leden. 

## Dirigenten
- 1999-2007 : Marc Debruyne
- 2007-2009 : Norbert Grootaerd
- 2009-2010 : Chris Denys (interim)
- 2009-2011 : Martijn Dendievel
- 2011-2018 : Johan Herman
- 2018-...  : Nathan Feys

## Druminstructeurs
- 2006-2013 : Luc Vandeputte
- 2013-2016 : Gwenn Demeester
- 2016- ... : Matthias Grymonpon

## Dirigenten Jeugdharmonie
- 2014-... : Guillaume Noppe

## Instructeurs Jeugd-drumband
- 2014- okt. 2014 : Ian Vanwalleghem
- okt 2014-.... : Nico Raçon

## Voorzitters
- 1946-1951 : Jules Haghedoren
- 1951-1976 : Hector Vanhoutte
- 1976-1985 : Willy Driessens
- 1985-1996 : André Callewaert
- 1996-2009 : Johan Vandamme (Ondervoorzitter)
- 2009- ... : Jan D'haene